# Éric Zemmour
Éric Justin Léon Zemmour (født d. 31. august 1958) er en fransk journalist, polemiker, essayist, forfatter og politiker, som er formand for det politiske parti Reconquête. Han var en kandidat til præsidentvalget i 2022 i Frankrig.
Zemmour beskrives ofte som tilhørende højrefløjen til den yderste højrefløj. Han beskriver sig selv som gaullist og bonapartist.

## Baggrund
Zemmour blev født den 31. august 1958 i Montreuil. Han familie er berber jøder, som havde flyttet til Frankrig fra Algeriet under Algierkrigen.
Han fik sin uddannelse hos Institut d'études politiques de Paris i 1979.

## Mediekarriere

### Politisk journalist
Zemmour begyndte sin karriere som politisk journalist i 1986 hos avisen Le Quotidien de Paris. Han har igennem sin karriere skrevet for flere aviser, den mest kendte her er Le Figaro.

### Forfatter og essayist
Zemmour har skrevet flere bøger og essays i løbet af sin karriere. Han har blandt andet skrevet biografier om Édouard Balladur og Jacques Chirac.
Hans største litterære succes er dog klart Le Suicide français (Det franske selvmord) fra 2014. I bogen analyserer Zemmour 40 års værd af fransk politik og samfundsudvikling, og konkluder at de 40 år har resulteret i at landet står markant værre end før.

### TV-personlighed
Zemmour har i løbet af sin karriere deltaget i flere tv-programmer, hovedsageligt talkshows.

## Politiske karriere

### Præsidentvalget i Frankrig 2022 og stiftelsen af Reconquête
Zemmour havde fra 2019 af, luftet idéen om, at være kandidat til præsidentvalget i 2022. Efter længere tid med spekulation og hentydninger, så annoncerede Zemmour den 30. november 2021 officielt, at han vil være kandidat. Han stiftede den 5. december 2021 partiet Reconquête. Han modtog støtte fra flere prominente personer på den franske højrefløj, herunder Jean-Marie Le Pen, som er far til Zemmours rival ved valget, Marine Le Pen. Zemmour fik 7% af stemmerne ved den første runde, som var nok til fjerdepladsen. Han støttede Marine Le Pen i den anden runde.

## Holdninger

### Indvandring og integration
Zemmours politiske fokus er ofte placeret på spørgsmål om indvandring og integration. Zemmour er kritisk overfor især afrikansk og arabisk indvandring til Frankrig, og har støttet udskiftningsteorien, om at indvandrere fra Mellemøsten og Afrika vil erstatte franskmændene. Zemmour forslog i september 2021, at bandlyse brug af 'fremmede' fornavne, med 'Mohammed' som eksemplet på et 'ikke-Fransk navn'.

### Økonomisk politik
Zemmour er imod liberalisme, da han mener at liberalismen er faktoren som har tiltrukket indvandring til Europa som billig arbejdskraft. Zemmour kaldte i 2007 anti-racister for "nyttige idioter for kapitalismen", da de begge ønsker at fjerne landegrænser. Han mener også, at den liberale politik har resulteret i afindustrialisering af Frankrig og resten af den vestlige verden. Zemmour er derfor imod frihandel, og ønsker i stedet at Frankrig skal føre en protektionistisk økonomisk politik.

### Feminisme
Zemmour er modstander af feminisme, og har i sine værker, især i Le Premier Sexe fra 2006, diskuteret om hvad han kalder 'feminiseringen' af samfundet, som han mener er en af de ledene oversager til samfundets nedgang siden 1970'erne. Han er også modstander af abort, som han kaldte for et samfunds 'kollektive selvmord'.